# Riko Eklundh
Riko Knut Henrik Eklundh, född 17 mars 1965 i Helsingfors i Finland, är en finländsk skådespelare.

## Biografi
Riko Eklundh blev student vid Gymnasiet Lärkan i Helsingfors 1984 och studerade vid Teaterhögskolan i Helsingfors 1985–1989. Han arbetade vid Åbo Svenska Teater 1989–1994 och gjorde där sitt genombrott i titelrollen i Amadeus. Han arbetade sedan som frilans i tio år, främst vid Svenska Teatern i Helsingfors men även vid Lilla Teatern, Teater Viirus och Esbo Stadsteater. Åren 2005–2011 var han anställd vid Svenska Teatern samt igen från hösten 2014.
Av karaktärer Eklundh tolkat, förutom Amadeus, är bland andra huvudrollerna i Topelius, Peer Gynt, Den dansande prästen, Kungens tal, Vi är bara mänskor och Röda rummet samt i musikalerna Lilla skräckaffären, La Cage aux Folles, Cabaret, Dracula och Matilda. Utöver scenroller har han medverkat i tiotals tv-serier, filmer och radioprogram. Eklundh har även samarbetat med ett flertal körer och orkestrar, både som konferencier och solist. Han medverkade regelbundet i Yle Vegas Eftersnack 2010–2025 och sedan Yle bestämde att lägga ner programmet i efterföljande podden Snacket på Hufvudstadsbladet. Sedan 1999 ordnar han årligen konsertevenemanget Sommarsång i Åbolands utskärskyrkor med Nötö kyrka som bas.
Riko Eklundh har innehaft ett stort antal förtroendeuppdrag främst inom olika teaterorganisationer såsom Teatermuseet, Suomen Näyttelijäliitto-Finlands Skådespelarförbund och Thalia Stiftelsen. Han verkade som ordförande för Finlands Svenska Skådespelarförbund 2003-2007 och 2014-2018. År 2011 var han grundade medlem och första ordförande i idrottsföreningen Frii (finska Liikuntayhdistys Frii ry). Han är för tillfället ordförande för Stiftelsen Annie Sundman hemmet och för Teatteritaiteilijoiden tukisäätiö.
Riko Eklundh har gett ut två böcker. Den första utkom hösten 2018, ”Flickan skall uppleva historia”, baserad på hans farmors memoarer. 2021 utgav han ”Gunvors lilla ABC” på basen av Dorrit Björkenheims text och illustrationer.
Riko Eklundh erhöll år 2013 Finlands teaterorganisationers centralförbunds förtjänsttecken i guld. Han blev 2017 utsedd till hedersmedlem i Åbo Svenska Teaterförening.  Eklundh belönades med Folktingets förtjänstmedalj år 2019. År 2020 valdes han till Finlands Svenska Skådespelarförbunds hedersmedlem. Eklundh tilldelades Hagforsmedaljen 2021 av Svenska Folkskolans Vänner. År 2022 fick han Stiftelsen Waldemar von Frenckells medborgerliga pris[källa behövs] samt Svenska kulturfondens svenska dagen-pris till personer som gjort insatser för kultur eller utbildning på svenska i sin region.
Han är sambo med koreografen Antton Laine(fi) och de bor i Tölö i Helsingfors. Eklundhs andra hem är på Sandholm i Nagu där han kallas för Greven af Sandholm. Eklundhs farfarsfar var företagsledaren och ingenjören Gustaf Eklundh. 2024 producerade Yle en dokumentär: ”Att vara Riko Eklundh - mellan teater och verklighet” i regi av Mikaela Weurlander.

## Teater

### Roller (ej komplett)
| År   | Roll                    | Produktion och författare                                              | Regi                | Teater                                              |
| ---- | ----------------------- | ---------------------------------------------------------------------- | ------------------- | --------------------------------------------------- |
| 1989 | Ellard                  | Kom igen, Charlie Larry Shue                                           | Dick Idman          | Åbo Svenska Teater                                  |
| 1990 | Seymour                 | Den lilla skräckaffären Alan Menken och Howard Ashman                  | Torsten Sjöholm     | Åbo Svenska Teater                                  |
| 1991 | Nils Henrik Pinello     | Pinello presenterar                                                    | Riko Eklundh        | Åbo Svenska Teater                                  |
| 1991 | Jean-Michel             | La Cage aux Folles Jerry Herman och Harvey Fierstein                   | Torsten Sjöholm     | Åbo Svenska Teater                                  |
| 1992 | Wolfgang Amadeus Mozart | Amadeus Peter Shaffer                                                  | Peeter Urbla        | Åbo Svenska Teater                                  |
| 1993 | Ernst-Ludwig            | Cabaret John Kander, Fred Ebb och Joe Masteroff                        | Laila Björkstam     | Åbo Svenska Teater                                  |
| 1994 | Pjotr Verchovenskij     | Demoner Fjodor Dostojevskij                                            | Krzysztof Babicki   | Åbo Svenska Teater                                  |
| 1995 | Motel Kamzoil           | Spelman på taket Jerry Bock, Sheldon Harnick och Joseph Stein          | Kurt Nuotio         | Svenska Teatern                                     |
| 1996 | Fred                    | Underbart men kort (Present laughter) Noël Coward                      | Frej Lindqvist      | Lilla Teatern                                       |
| 1997 | Ericus Erici            | Daniel Hjorth Josef Julius Wecksell                                    | Juha Hurme          | Espoon Kaupunginteatteri                            |
| 1998 | Zacharias Topelius      | Topelius! Lars Huldén                                                  | Sven Sid            | Svenska Teatern                                     |
| 1998 | Kamsa                   | Pojken Blå Christina Andersson                                         | Ralf Forsström      | Svenska Teatern                                     |
| 2000 | Hjallis Harkimo mfl     | Formel 2                                                               | Ville Virtanen      | Teater Viirus                                       |
| 2001 | Tom Bombadill mfl       | Sagan om ringen JRR Tolkien                                            | Andrej von Schlippe | Svenska Teatern                                     |
| 2001 | Peer Gynt               | Peer Gynt Henrik Ibsen                                                 | Jotaarkka Pennanen  | Svenska Teatern                                     |
| 2002 | Henri                   | 3 X LIV Yasmina Reza                                                   | Cilla Back          | Svenska Teatern                                     |
| 2005 | Fred mfl                | I love you, you’re perfect, now change Joe di Pietro och Jimmy Roberts | Markku Nenonen      | Åbo Svenska Teater                                  |
| 2006 | Uno Cygnæus             | Den dansande prästen Erik Wahlström                                    | Reko Lundán         | Svenska Teatern                                     |
| 2006 | Polixenes               | En Vintersaga William Shakespeare                                      | Cezaris Grauzinis   | Svenska Teatern                                     |
| 2007 | Risto Ryti              | Mannerheim – mannen och myten Per-Erik Lönnfors och Johan Storgård     | Sven Sid            | Svenska Teatern                                     |
| 2008 | Albin/Zaza              | La Cage aux Folles Jerry Herman och Harvey Fierstein                   | Georg Malvius       | Svenska Teatern                                     |
| 2009 | Tore                    | Så som i himmelen Kay Pollak                                           | Erik Kiviniemi      | Svenska Teatern                                     |
| 2010 | Gustav Adolf            | Fanny och Alexander Ingmar Bergman                                     | Maria Lundström     | Svenska Teatern                                     |
| 2011 | Konferencieren          | Cabaret John Kander, Fred Ebb och Joe Masteroff                        | Georg Malvius       | Svenska Teatern                                     |
| 2011 | Andrej Karamzin m.fl.   | Aurora Karamzin – De bäst anpassade Annina Enckell                     | Åsa Kalmér          | Svenska Teatern                                     |
| 2012 | Markus                  | Kontrakt med Gud Mattias Andersson                                     | Ann-Luise Bertell   | Wasa Teater                                         |
| 2013 | Nikolaj Adlerberg       | Kuvernöörin kierros – Guvernören guidar Riko Eklundh                   | Riko Eklundh        | Alexandersteatern                                   |
| 2013 | Lemminkäinen            | Prinsessan af Cypern Zacharias Topelius och Fredrik Pacius             | Klaus Rautavaara    | Alandica och Helsingfors universitets Solennitetsal |
| 2014 | Harrry                  | Mamma Mia! Benny Andersson, Björn Ulvaeus och Catherine Johnson        | Paul Garrington     | Svenska Teatern                                     |
| 2016 | Hamlet                  | Titanic                                                                | Akse Pettersson     | Svenska Teatern                                     |
| 2016 | Lionel Logue            | Kungens tal David Seidler                                              | Pekka Sonck         | Åbo Svenska Teater                                  |
| 2017 | Abraham Stiller         | Tro Julian Garner                                                      | Julian Garner       | Svenska Teatern                                     |
| 2018 | Hans                    | Hans och Greta                                                         | Jakob Höglund       | Svenska Teatern                                     |
| 2019 | Pierre                  | Pappan Florian Zeller                                                  | Marcus Groth        | Svenska Teatern                                     |
| 2020 | Joakim                  | Vi är bara mänskor Joakim Groth                                        | Joakim Groth        | Svenska Teatern                                     |
| 2022 | Greve Dracula           | Dracula Bram Stoker och Susanna Airaksinen                             | Susanna Airaksinen  | Åbo Svenska Teater                                  |
| 2023 | Aimo Kangas             | Röda rummet Kaj Korkea-Aho och Tuomas Timonen                          | Milja Sarkola       | Lilla Teatern                                       |
| 2024 | Agatha Trunchbull       | Matilda Dennis Kelly och Tim Minchin                                   | Markus Virta        | Svenska Teatern                                     |

## TV och filmografi i urval
- 1989: Jimi – Raseri
- 1990: Döden – Den lata döden
- 1991: Unge Bock – Din vredes dag
- 1992: Alex – 16
- 1995: Arvid Jacobson – Operaatio Rotanloukku, TV1
- 1997: Pi – Vägsjälar, FST
- 1997–98: Paavo Lipponen m.fl. – Reservtanken, FST
- 1998–2002: Axel Ingberg – Hovimäki, TV2
- 1998: Alarik Krook – Lapin kullan kimallus
- 1999: Kim – Operaatio Interheil, TV2
- 2004: Kapten Renvall – Framom främsta linjen
- 2007: Överste Björkman – Tali-Ihantala 1944
- 2009: FBI-agent – L'affaire Farewell
- 2014: Anders - Den dödes bror
- 2020: Göran Blindt - Finlands historia
- 2021: Nalle - Spegelvägen, YLE Fem
- 2023: Timo Kaario - Pohjolan laki, Elisa viihde

### Dokumentärer
- 2000: ” Flickan skall uppleva historia”(Kerstin Eklundhs minnen / Radioteatern)
- 2002: Artistporträtt Kaj Chydenius (medverkat som sångare)
- 2008: Allt ljus på: Riko Eklundh
- 2008: Att spegla sin tid (Åbo Svenska Teater 170 år)
- 2011: Artistporträtt Fred Negendanck (idé och intervjuer)
- 2012: Drama vid Skillnaden (4-delad serie om Svenska teatern)
- 2014: Det äldsta husets skatter (manus, regi, speak, 12 delar om Åbo svenska teaterhus 175 år)
- 2016: Thalias trotjänare (intervjuserie med äldre skådespelare)
- 2018:  ”Hungervalsen” (fortsättning på Kerstin Eklundhs minnen,våren 1918/Yle Radioteatern)
- 2020: En önskan -gäst i Ira Hammermans intervjuserie
- 2020-21: Riko berättar- Rikon tarinatuokio-Rikos stories. En coronatidsserie i 100 delar på Facebook.
- 2023-24: ÅU 200 år. En webbserie i 10 avsnitt om Åbo Underrättelser inför 200-årsjubileet.
- 2024: Att vara Riko Eklundh- mellan teater och verklighet (YleFem)

### Dubbningar i urval
- Sniff – I Mumindalen
- Nasu – Nalle Puh
- Katt—Peg+Katt